# Agnieszka Jerzyk
Agnieszka Jerzyk (Leszno, 15 gennaio 1988) è una triatleta polacca.

## Carriera
È la campionessa uscente dei campionati del mondo di triathlon, nella categoria under 23.
Nel 2006 si è classificata 9ª agli europei di Autun in Francia nella categoria junior. Stessa categoria e stesso anno, ha concluso al 19º posto i mondiali di Losanna.
L'anno successivo vince due gare di Coppa europa di triathlon, precisamente quella di Oudenaarde e quella di Vienna, davanti alla connazionale Agnieszka Cieslak e all'austriaca Mathea Holaus. Agli europei di Copenaghen si classifica 5º assoluta nella categoria junior. Ai mondiali di Amburgo è 25°.
Ottiene una prestigiosa medaglia d'argento ai mondiali di duathlon di Gyor, nella stessa categoria, a 20" dall'ungherese Zsofia Toth e 5" davanti all'altra ungherese Agnes Kostyal.
Nel 2008 vince i mondiali di duathlon di Rimini, nella categoria under 23. Si classifica 13° nella gara di coppa del mondo di Holten, mentre arriva 6º ai Campionati europei giovanili di Pulpí.
Nel 2009 è medaglia d'argento élite agli europei di duathlon di Budapest con un tempo di 2:05:02, a soli 19" dalla campionessa uscente - la britannica Catriona Morrison (2:04:43) - e davanti alla finlandese Kaisa Lehtonen (2:05:15).
Ai mondiali di Gold Coast è 9° nella categoria under 23.
Nello stesso anno è 5° agli europei under 23 di Tarzo Revine, 7° nella gara di Coppa Europa di Mar Menor ed infine 28° nella gara di coppa del mondo Holten.
Nel 2010 vince i campionati del mondo di triathlon per universitari a Valencia, davanti alla statunitense Gwen Jorgensen e all'italiana Annamaria Mazzetti. Vince, poi, gli europei giovanili di Vila Nova de Gaia, con un minuto di vantaggio sull'ucraina Yuliya Yelistratova e l'italiana Annamaria Mazzetti. È 4° nella gara di coppa del mondo di Tiszaujvaros, 9° a Quarteira, 13° ad Holten, 14° ad Antalya, 18° a Huatulco. Partecipa alle gare della serie dei campionati del mondo, classificandosi 26º a Madrid, 30° a Seoul, 35 a Kitzbühel, 47 ad Amburgo ed infine 52° nella Gran Finale di Budapest.
Nel 2011 vince la gara di triathlon di coppa del mondo di Karlovy Vary davanti alla danese Helle Frederiksen e all'italiana Daniela Chmet. Si classifica 3° nella gara di Coppa Europa di Quarteira.
Agli europei di Pontevedra è soltanto 32°.
Si laurea campionassa del mondo nella categoria under 23 ai mondiali di Pechino.

## Titoli
- Campionessa del mondo di triathlon (Under 23) - 2011